# Wares öppning
Den här artikeln använder algebraisk schacknotation för att beskriva schackdragen.
Wares öppning, även känd som Meadow Hayöppningen, är en mycket ovanlig schacköppning som definieras av draget:
1. a4
Vanligtvis svarar då svart med 1...e5, vilket dels hjälper svart att få kontroll över brädets mitt, och dels möjliggör för löparen på f8 att försvåra en vit rockad. Öppningen har fått sitt namn efter amerikanen Preston Ware.

## Varianter
- Krabbvarianten 1...e5 2.h4 försvårar vits position avsevärt.
- Flygelgambit 1...b5 2.axb5 Lb7
- Kölngambit 1...b6 2.d4 d5 3.Sc3 Sd7
- Wares gambit 1...e5 2.a5 d5 3.e4 f5 4.a6
- Symmetriska varianten 1...a5

## Partiexempel
Vit: Preston Ware
Svart: James Adams Congdon 
New York 6 januari 1880
1.a4 a6 2.b3 e5 3.Lb2 Sc6 4.e4 Lc5 5.Sf3 d6 6.Lc4 Sf6 7.De2 Lg4 8.c3 De7 9.b4 Lb6 10.h3 Le6 11.a5 Lxc4 12.Dxc4 La7 13.d3 Sd8 14.Sbd2 Se6 15.g3 c6 16.O-O Sh5 17.Kh2 O-O 18.d4 Tad8 19.De2 exd4 20.cxd4 d5 21.e5 g6 22.Lc3 f5 23.Dd3 Lb8 24.Sh4 Sg5 25.Sdf3 Se4 26.Ld2 f4 27.g4 Sg7 28.Tae1 g5 29.Sg2 Se6 30.Lc3 Df7 31.Sd2 Sxc3 32.Dxc3 f3 33.Se3 Df4+ 34.Kh1 Sxd4 35.Sf5 Se2 36.Dxf3 Dxe5 37.Dg2 Tde8 38.Sf3 Df4 39.h4 gxh4 40.S3xh4 Kh8 41.Dh3 Tg8 42.f3 Sg3+ 43.Sxg3 Dxg3 44.Sg6+ Kg7 45.Te7+ Txe7 46.Dxg3 Lxg3 47.Sxe7 Tf8 48.Sf5+ Txf5 49.gxf5 h5 50.f4 Kf6 51.Kg2 h4 52.Kf3 Kxf5 53.Th1 Lxf4 54.Txh4 Ld2 55.Ke2 Lc3 56.Kd3 Le1 57.Th7 Lxb4 58.Txb7 Lxa5 59.Ta7 Lb4 60.Txa6 c5 61.Tc6 Ke5 62.Tc8 Kd6 63.Td8+ Kc6 64.Tc8+ Kd7 65.Tg8 La5 66.Tg6 Kc7 67.Th6 Kd7 68.Tg6 Lc7 69.Tg7+ Kc6 70.Tg6+ Kb5 71.Tg5 d4 72.Tg7 La5 73.Tg2 Lb4 74.Tg1 Ka4 75.Kc4 Ka3
76.Tg3+ Ka2 77.Td3 Kb2 78.Txd4 cxd4 79.Kxd4 1/2-1/2